# Морейський деспотат
Морейський деспотат, також Містрський деспотат, (грец. Δεσποτάτο του Μυστρά), або Пелопоннеський деспотат — провінція Візантійської імперії, що існувала з середини  XIV до середини XV століть.
За понад 150 років його кордони змінювалися, і до кінця свого існування територія Морейського деспотату займала практично весь півострів Пелопоннес, який на той час іменувався Мореєю. Зазвичай Морейським деспотатом керував спадкоємець візантійського імператора, що носив титул деспота. Столицею провінції слугувало добре укріплене місто Містра, важливий центр візантійської культури і влади, розташований поруч зі стародавньою Спартою.

## Історія
Морейський деспотат утворився на території франкського Ахейського князівства. Саме князівство було створено в результаті розділу Візантійської імперії хрестоносцями після  Четвертого хрестового походу 1204 року. 1259 року правитель князівства Гільйом II Віллардуен, програв битву при Пелагонії майбутньому візантійському імператору Михайлу VIII Палеологу. В результаті Гільйом змушений був віддати імператору велику частину східної Мореї і свої щойно побудовані фортеці. Ця територія і стала центром Морейського деспотату.
Пізніше в середині XIV століття імператор Іоанн VI Кантакузин реорганізував територію так, щоб створити апанаж для свого сина, Мануїла Кантакузина. Суперницька династія Палеологів захопила владу в Мореї після смерті Мануїла в 1380 році, і новим деспотом Мореї в 1383 році став Феодор I Палеолог. Феодор правив до 1407 року і зробив за роки своєї влади багато: владнав конфлікт з Візантією, зумів домовитися з могутнішими сусідами — особливо з експансіоністською Османською імперією, чиїм васалом став деспотат, і відновив місцеву економіку, заохотивши албанців селитися в Мореї.
У XV столітті з ослабленням залишків Латинської імперії на півострові Морейському деспотату вдалося розширити свою територію до всього Пелопоннесу. Однак 1446 року турецький султан Мурад II знищив візантійські укріплення на Коринфському перешийку, відкривши шлях у Морею. Наступник Мурада, Мехмед II Завойовник, захопив 1453 року Константинополь, а за сім років підкорив Морейський деспотат, останній уламок Візантійської імперії.

## Візантійські деспоти Мореї
- Михайло Кантакузин (1308—1316)
- Андронік Асен (1316—1322)
- Мануїл Кантакузин (1348—?)
- Михайло Асен ?
  - Андрій Асен (?—1354)
- Мануїл Кантакузин (відновлений) (1354—1380)
- Матвій Кантакузин (1380—1383)
- Димитрій I Кантакузин (1383)
- Феодор I Палеолог (1383—1407)
- Феодор II Палеолог (1407—1443)
- Костянтин XI Палеолог (1428—1449)
  - Димитрій II Палеолог (1428—1460)
  - Фома Палеолог (1449—1460)